# Перемишльський літописний кодекс
Перемишльський літопис, Перемишльський літописний кодекс — назва однієї з редакцій давньоруського літопису, створеного у ХІ -ХІІ століттях, який у 1920-х роках реконструював Евген Перфецький. Матеріали кодексу лягли в основу деяких частин хроніки Яна Длугоша. Оскільки в кодексі описані виключно події, пов'язані із Перемишльською волостю та її князем Володарем Ростиславичем, Перфецький визначив саме Перемишль як місце його написання.

## Час написання
Перші статті кодексу відноситься до періоду 80-х та 90-х років ХІ століття, тобто від часу утворення окремого перемишльського князівства. Цей початковий матеріал був зредагований коло 1100 року, а потім продовжений фіксацією подій, котрі відбувались згодом — в основному з останніх років князя Володаря Ростиславича, аж що перенесення ним своєї резиденції до Галича у 40-х роках ХІІ століття.

## Зміст
Перемишльський кодекс містив цінні дані про події у вотчині братів Ростиславичів, невідомі із інших давньоруських літописних зведень. Зокрема, це:
- опис походу Володимира Мономаха на Волинь у 1117 році проти Ярослава Святополковича, в якому брав активну участь Володар Ростиславич;
 — полонення у 1122 році Володаря поляками;
 — повернення на Волинь Ярослава Святополковича у 1123-му і його боротьбу із Мономахом, в якій його підтримував Володар та Василько;
- опис нападу Володимирка Володаревича на Польщу в 1124 році;
 — напад поляків на Перемишль у наступному 1125-му;
 — повідомлення про смерть Володаря у 1126 році, із вказанням її точної дати (10 березня) та місця його поховання у збудованій ним церкві св. Івана у Перемишлі;
 — опис ворожнечі, що почалась у 1127 році між Володимиром та Ростиславом — синами Володаря, після його смерті;
 — звістка про втечу Володимира з родиною в Угорщину через ворожнечу із Ростиславом у 1128;
 — розповідь про осліплення в 1135 році Петрока, одного із учасників ув'язнення Володаря.[4]

## Наукова рецепція
Уявлення про Перемишльський кодекс склались, на основі аналізу хроніки Длугоша, зокрема, зводу 1225 року. Вперше на існування Перемишльського літопису звернув увагу Є. Перфецький у 1920-х роках, який також здійснив реконструкцію його змісту, а також хронологію написання і структуру тексту. Відомі українські історики, такі як Я. Пастернак та Я. Ісаєвич, загалом, підтримали можливість походження цього матеріалу із перемишльського літописання. Хоча більшість вчених погоджується із наявністю в хроніці Длугоша матеріалу скопійованого із невідомого руського літопису, однак, частина дослідників не використовує категоричного означення цього літопису як «Перемишльського», не дивлячись на те, що описані в ньому події стосуються Перемишлської волості та її князів.